# نادي نيوتاون
نادي نيوتاون لكرة القدم (Newtown Association Football Club) هو نادي كرة قدم ويلزي، تأسس سنة 1875.